# 日本灯台 (ガラパン)
日本灯台（英語: Japanese Lighthouse）とは北マリアナ諸島サイパン・ガラパンのネイビー・ヒル頂上にある放棄された灯台である。1974年、アメリカ合衆国国家歴史登録財に登録された。日本人が建設し、第二次世界大戦まで稼働していた数少ない灯台の1基である。

## 設計
塔高は約15メートル（50フィート）でコンクリート建築の白い塔に平屋の灯台守宿舎がある。灯台の資材になったコンクリートは焼かれたサンゴと貝殻で出来ているが簡単に風化してしまった。

## 歴史
サイパン西岸にあるタナパグ港に入港する船舶を支援するため1934年に建設された。当時サイパンは委任統治領南洋諸島として大日本帝国が統治していた。灯台は1944年のサイパンの戦いにてアメリカ合衆国海軍による砲撃で損傷し続けるまで稼働していた。戦時中、灯台は再建されることはなく、戦後になっても放棄され続けた。しかし、銅製のドームは撤去され物置に保管された。1974年12月19日に灯台はアメリカ合衆国国家歴史登録財に登録された。
1990年、灯台は改築、増築されレストランとして利用されるようになり、長年塔の頂上から撤去されていたドームも元に戻された。しかし、1994年か95年にレストランは閉店した。2007年に落書きでいっぱいだった灯台は再塗装された。2010年、マリアナ海溝海洋ナショナル・モニュメントのビジターセンターとして使用する計画も上がっている。